# Getino
Getino es una localidad española perteneciente al municipio de Cármenes, en la provincia de León, comunidad autónoma de Castilla y León.

## Patrimonio
Puente de origen medieval sobre el río Torio del que queda la bóveda. Restaurado como pasarela y pegado al puente carretero contemporáneo.

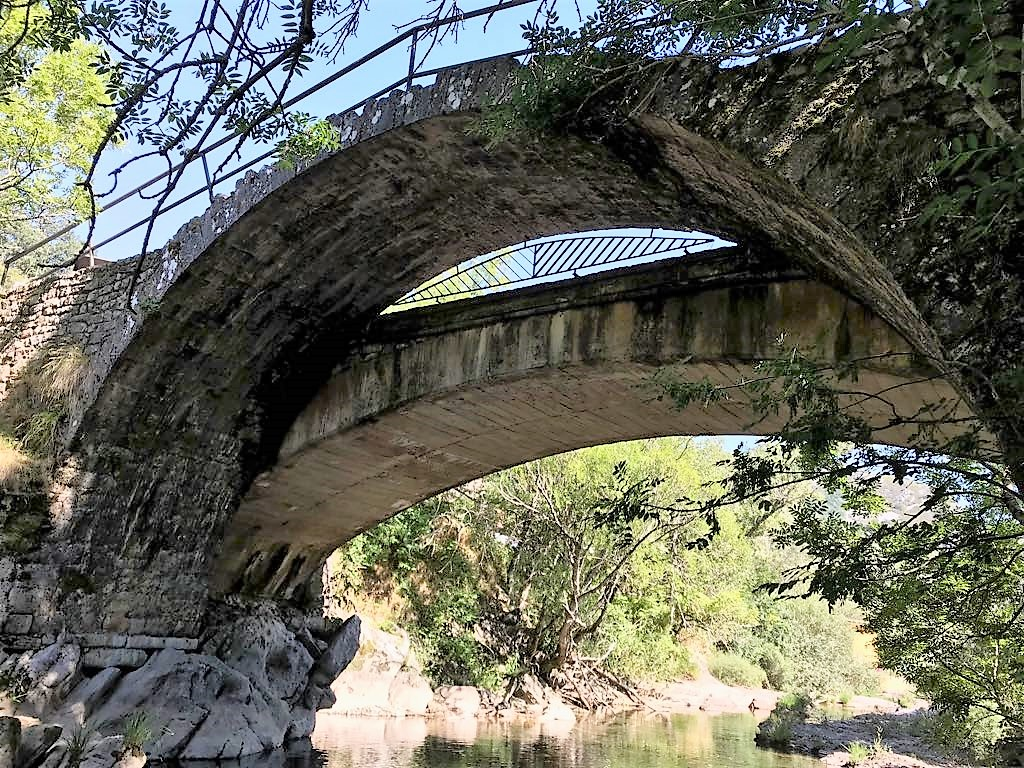
Puente de Getino

## Geografía

### Ubicación
| Noroeste: Almuzara | Norte: Valverdín | Noreste: Pedrosa  |
| Oeste: Gete        |                  | Este: Valdeteja   |
| Suroeste Gete      | Sur: Felmín      | Sureste: Tabanedo |

## Historia

### Edad Media
Figura la localidad mencionada en un documento de la primera mitad del siglo XV d. C. donde destaca la figura  de Juan de Villafañe, regidor de la ciudad de León en 1434. En este pleito, se dice que el acusado, Juan de Villafañe, quiso apropiarse en prejuicio del rey y de la ciudad de lo que dice que es «un soto que es çerca de Villarrodrigo en del concejo e omes buenos del dicho lugar de Villarrodrigo, aldea e alfoz e termino e juridiçion de la dicha çibdat», no dejando pacer a sus ganados, llegando la situación a tal punto de que cuatro años antes, por querérselo apropiar, «prendó fasta once bueyes» que se los llevó a pacer a un lugar que dicen de «Jetin en término de Arguello».

### Edad Moderna
En el Diccionario geográfico universal, redactado de la mano de Antonio Vegas, viene redactada esta localidad de la siguiente manera:

Getino: lugar de España en la provincia de León, concejo de la Mediana de Argüello: es pueblo realengo con alcaldes ordinarios.
Diccionario geografico universal

### Edad Contemporánea
En cuanto a las fuentes en papel más antiguas conocidas de esta época del siglo XIX en referencia directa a este pueblo, se encuentra el Diccionario geográfico-estadístico de España y Portugal:

Gete, lugar de realengo de España, provincia y partido de León, concejo de La Mediana de Argüello. 24 vecinos, 108 habitantes, 1 parroquia. Dista 7 leguas y media de la capital. Contribuye al concejo.
Diccionario geográfico-estadístico de España y Portugal

En el tomo VIII del Diccionario geográfico-estadístico-histórico de España y sus posesiones de Ultramar se describe así a Genicera , obra impulsada por Pascual Madoz a mediados del siglo XIX:

Lugar en al provincia y diócesis de León, partido judicial de La Vecilla, audiencia territorial y capitanía general de Valladolid, ayuntamiento de Cármenes: sitiado al margen izquierdo del río de la Mediana o Torío; su clima es bastante sano. Tiene 40 casas; iglesia parroquial (San Martín), servida de un cura de ingreso de libre colación; y buenas aguas potables. Confina al Noreste con Genicera; Este con Getino; Sureste con Valporquero; y Oeste con Velilla de la Reina. El terreno es de mediana calidad, y le fertilizan algún tanto las aguas del mencionado Torío. Los caminos son locales excepto el que dirige a Asturias y Valencia de Don Juan. Produce trigo, centeno, cebada, legumbres, hortaliza y pastos; cría ganado y alguna caza. Población: 31 vecinos, 139 almas. Contribuye con el ayuntamiento.
Diccionario geográfico-estadístico-histórico de España y sus posesiones de Ultramar

Por otra parte, lo encontramos definido según el Diccionario universal de historia y de geografía de 1847 como presenta el texto:

Lugar de España, con 24 vecinos, en la provincia y diócesis de León, partido judicial de la Vecilla.
Diccionario universal de historia y de geografía

## Demografía
Evolución de la población
| Gráfica de evolución demográfica de Getino entre 2000 y 2024       |
|                                                                    |
| Población de derecho (2000-2023) según el padrón municipal del INE |